# Trivigliano
Trivigliano è un comune italiano di 1 611 abitanti della provincia di Frosinone nel Lazio.  

## Geografia fisica

### Territorio
Trivigliano è situato nel territorio dei monti Ernici, circondato da boschi di cerro e castagno. Il territorio del comune risulta compreso tra i 538 e i 781 metri sul livello del mare.
Nel territorio comunale si trova anche il lago di Canterno.

### Clima
Classificazione climatica: zona E, 2527 GR/G.
L'area comunale è caratterizzata da un clima appenninico, con estati calde e poco piovose, e inverni freddi caratterizzati da frequenti piogge e più rare nevicate. Sono inoltre abituali gelate mattutine nel periodo invernale che si estendono fino all'inizio della primavera.

## Origini del nome
Il suo nome può derivare dal latino tres vigilantes probabilmente da una famiglia romana proprietaria di un fondo, in riferimento alle tre torri della cinta muraria, presenti anche nello stemma comunale.

## Storia
Il primo riferimento storico a Trivigliano può risalire al X secolo.

### Simboli
Lo stemma e il gonfalone sono stati concessi con decreto del presidente della Repubblica del 31 luglio 1997.
Il gonfalone è un drappo di rosso.

## Monumenti e luoghi d'interesse

### Architetture religiose
Chiesa di Sant'Oliva
Fin dalla sua nascita il paese è devoto a sant'Oliva, nella cui omonima chiesa è custodito un antico simulacro della Santa Patrona.
Chiesa di Santa Maria Assunta
Vi si trova un affresco della Vergine risalente al Settecento. L'11 aprile 2009, vigilia di Pasqua, a seguito del terremoto che ha colpito la popolazione abruzzese, la chiesa di Santa Maria Assunta è stata chiusa temporaneamente a causa di una crepa presente nella volta sinistra che costeggia l'abside, probabilmente già presente e peggiorata a causa del terremoto.
Eremo della Madonna delle Grazie

### Architetture militari
Il torrione
Al circuito murario appartiene un torrione circolare, unico rimasto di altre torri di avvistamento e difesa anticamente esistenti.

### Aree naturali
Riserva naturale del Lago di Canterno;
Nel territorio di Trivigliano si trova il Lago di Canterno formatosi nel 1821, di origine carsica. La sua formazione fu dovuta alla graduale otturazione di due dei tre inghiottitoi, in cui si incanala l'acqua delle grandi piogge.
La grotta di Corniano
Di fronte al Santuario della Stella (Ferentino), su un lato del Monte Corniano, si trova la "Grotta di Corniano", dove nelle parti più interne si sono formate concrezioni stalammitiche.

### Altro
- Porta di Vicolo dello Spreco
- Monumento ai caduti in Piazza della Vittoria

## Società

### Evoluzione demografica
Abitanti censiti

### Etnie e minoranze straniere
Al 31 dicembre 2015 a Trivigliano risultano residenti 101 cittadini stranieri (5,92%), le nazionalità più rappresentate sono:
- Romania: 70 (4,11%)
- Marocco: 27 (2,22%)

### Tradizioni e folclore
- Sant'Oliva (11 giugno)
- Trivigliano in fiore al solstizio d'estate (23 - 24 giugno 2012 nei giardini del castello - 1ª edizione)
- Sant'Anna (26 luglio)
- San Rocco (16 agosto)
- Presepe vivente (26 dicembre e il 1º gennaio)

## Cultura

### Istruzione

#### Scuole
- Scuola dell'infanzia
- Scuola primaria
- Scuola secondaria di I grado

## Economia
Di seguito la tabella storica elaborata dall'Istat a tema Unità locali, intesa come numero di imprese attive, ed addetti, intesi come numero di addetti delle imprese locali attive (valori medi annui).
|             | 2015                  |                              |                            |                |                       |                     | 2014                  |                | 2013                  |                |
| ----------- | --------------------- | ---------------------------- | -------------------------- | -------------- | --------------------- | ------------------- | --------------------- | -------------- | --------------------- | -------------- |
|             | Numero imprese attive | % Provinciale Imprese attive | % Regionale Imprese attive | Numero addetti | % Provinciale Addetti | % Regionale Addetti | Numero imprese attive | Numero addetti | Numero imprese attive | Numero addetti |
| Trivigliano | 92                    | 0,27%                        | 0,02%                      | 149            | 0,14%                 | 0,01%               | 88                    | 149            | 97                    | 194            |
| Frosinone   | 33.605                |                              | 7,38%                      | 106.578        |                       | 6,92%               | 34.015                | 107.546        | 35.081                | 111.529        |
| Lazio       | 455.591               |                              |                            | 1.539.359      |                       |                     | 457.686               | 1.510.459      | 464.094               | 1.525.471      |

Nel 2015 le 92 imprese operanti nel territorio comunale, che rappresentavano lo 0,27% del totale provinciale (33.605 imprese attive), hanno occupato 149 addetti, lo 0,14% del dato provinciale; in media, ogni impresa nel 2015 ha occupato un addetto (1,62).

## Trasporti e infrastrutture

### Strade
Il territorio è attraversato dalla Strada statale 155 di Fiuggi, che collega il paese ad Alatri e Fiuggi.

## Amministrazione
Nel 1927, a seguito del riordino delle circoscrizioni provinciali stabilito dal regio decreto n. 1 del 2 gennaio 1927, per volontà del governo fascista, quando venne istituita la provincia di Frosinone, Trivigliano passò dalla provincia di Roma a quella di Frosinone.

### Altre informazioni amministrative
- Fa parte della Comunità montana Monti Ernici